# Dziatły (obwód brzeski)
Dziatły (biał. Дзятлы; ros. Дятлы) – wieś na Białorusi, w obwodzie brzeskim, w rejonie łuninieckim, w sielsowiecie Dworzec, nad Śmiercią.